# Nesopetinus apertus
Nesopetinus apertus är en skalbaggsart som först beskrevs av Sharp 1885.  Nesopetinus apertus ingår i släktet Nesopetinus och familjen glansbaggar. Inga underarter finns listade i Catalogue of Life.